# Drogförebyggare
Drogförebyggare är titeln på en i Sverige kommunalt anställd tjänsteman med primär funktion att minska drogskadorna i kommunen. I vidare bemärkelse används titeln på alla som på olika sätt arbetar drogförebyggande. Sveriges drogförebyggare organiseras i Riksförbundet för alkohol- och drogförebyggare (RADF), som bildades 2003.